# Stefano Borgia
Stefano Borgia (Velletri, 3 dicembre 1731 – Lione, 23 novembre 1804) è stato un cardinale, storico, numismatico, dignitario pontificio, bibliofilo ed erudito italiano.

## Biografia
Stefano Borgia nacque in una famiglia patrizia di Velletri, imparentata alla lontana con i più noti Borgia che diedero i natali a Papa Alessandro VI e a San Francesco Borgia, da Camillo Borgia e Maddalena Gagliardi. Fu guidato, nei suoi studi, dallo zio Alessandro (1682-1764), che lo condusse con sé a Fermo, dove era arcivescovo. Fin dalla giovinezza Stefano manifestò inclinazione per lo studio della storia e amore per le testimonianze delle antiche civiltà, tanto che, a soli diciannove anni di età, fu accolto all'Accademia Etrusca di Cortona.
Fu chiamato a ricoprire importanti cariche nello Stato Pontificio. Papa Clemente XIII lo nominò governatore di Benevento (1759), poi nel 1764 segretario della Congregazione delle indulgenze, e nel 1770 segretario di Propaganda Fide, uffizio che gli permise di acquisire nuovi reperti archeologici con l'aiuto di missionari. Nel 1789 divenne cardinale prete di San Clemente e nel 1792-93 fu camerlengo. Nel periodo dell'invasione francese di Roma (10 febbraio 1798) era governatore di Roma; il 15 febbraio 1798, giorno della proclamazione della I repubblica romana fu arrestato; rilasciato poco dopo, riprese i suoi studi e l'attività di collezionista. Si recò da Pio VI a Valence e si prodigò per creare un corpo di missionari per la predicazione del Vangelo in Asia e in Africa.
Massone, fu membro di una loggia romana che si riuniva in via della Croce, il cui maestro venerabile era il cardinale Delci.

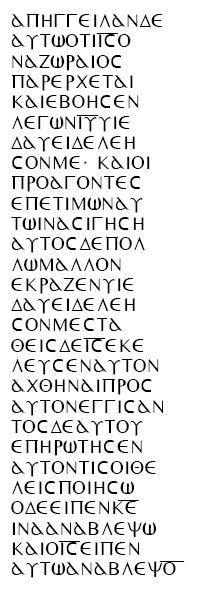
Frammento dal Codice Borgiano

Come cardinale partecipò a Venezia al conclave del 1800 nel quale fu eletto Papa Pio VII. Collaborò poi con Pio VII nella riorganizzazione dello Stato Pontificio, devastato dall'invasione francese e dall'intervento napoletano. Nel 1801 fu nominato Rettore del Collegio Romano, e nel 1804 si accinse ad accompagnare Pio VII in Francia per incoronare imperatore Napoleone; giunti a Lione, il cardinale Borgia si ammalò e morì. Le sue spoglie mortali riposano nella Basilica Cattedrale di San Clemente I P.M. in Velletri.

## Museo Borgiano
L'opera più importante di Stefano Borgia fu la fondazione di un museo a Velletri in cui riunì le monete e i manoscritti, specialmente quelli copti, raccolti nel corso dell'intera vita. Tale era la passione per le antichità che vendette molte proprietà e i beni di famiglia pur di assicurarsi i reperti desiderati o di stampare cataloghi e repertori bibliografici. Borgia mise la sua raccolta scientifica a disposizione degli studiosi (fra cui Paolino da San Bartolomeo, Adler, Georg Zoëga, Heeren, Humboldt), non badando al credo religioso o alla nazionalità, fornendo costantemente incoraggiamenti e aiuto materiale.
Inoltre il cardinale Stefano Borgia venne in possesso di quella che poi divenne nota per essere la Charta Borgiana, non altro che un papiro che descriveva un gruppo di operai che lavorarono ad un canale idrico a Tebtynis dal 192 al 193 D.C., possiamo quindi datare la nascita della papirologia moderna a Velletri alla pubblicazione della Charta Borgiana nel 1778, con il nome di Charta Papyracea Graece scripta Musei Borgiani Velitris, nello stesso museo si può considerare anche la nascita della orientalistica, avendo il museo in esposizione pitture indiane e statue indù oltre a libri e manoscritti provenienti dall'oriente.
Famoso anche il Codice Borgia un manoscritto rituale e divinatorio meso-americano.
Dopo la morte, la raccolta di manoscritti copti del card. Borgia fu divisa: i manoscritti non-biblici furono portati a Napoli e posti nella Biblioteca Borbonica (ora Biblioteca nazionale Vittorio Emanuele III); i manoscritti biblici, a parte alcuni che furono portati a Napoli per errore, vennero donati alla Congregazione di Propaganda Fide, mentre la raccolta di monete, iscrizioni e reperti archeologici che costituirono il Museo Borgiano di Velletri fu venduta da Camillo Borgia nel 1814 al re di Napoli Gioacchino Murat vendita poi riconosciuta da Ferdinando I di Borbone che completò il pagamento. All'inizio del XX secolo i manoscritti del Museo Borgiano furono trasferiti alla Biblioteca Apostolica Vaticana, dove si trovano attualmente. Prima della separazione dei manoscritti lo studioso Georg Zoëga (1755-1809) ne redasse un catalogo completo e accurato pubblicato postumo nel 1810.

## Opere
- Stefano Borgia, Apologia del pontificato di Benedetto X, In Roma, 1752.
- Stefano Borgia, Breve istoria del dominio temporale della Sede Apostolica nelle Due Sicilie descritta in tre libri, In Roma, 1789.
- Stefano Borgia, Breve istoria dell'antica città di Tadino nell'Umbria ed esatta relazione delle ultime ricerche fatte sulle sue ruine, di Stefano Borgia, In Roma, nella stamperia di Pallade a spese di Niccolò, e Marco Pagliarini, 1751.
- Stefano Borgia, De cruce Vaticana ex dono Iustini Augusti in parasceve maioris hebdomadae publicae venerationi exhiberi salita commentarius cui accedit Ritus salutationis Crucis in ecclesia Antiochena Syrorum servatus, auctore Stephano Borgia, Roma, ex typographia eiusdem Sacrae Congregationis De Propaganda Fide, 1779.
- Stefano Borgia, De cruce Veliterna commentarius auctore Stephano Borgia sac. congreg. de propag. fide a secretis, Romae, typis eiusdem sac. congregationis, 1780.; tradotto con pagine latino a fronte a cura di Luigi Bartelli, Mario Lozzi, Bruno Pallotti, ottobre 2005
- Stefano Borgia, De Cruce veliterna, auctore Stephano Borgia, a cura di L. Bartelli, M. Lozzi, B. Pallotti, Velletri, Litografica Ideagraph, 2005.
- Stefano Borgia, De Fabricio Borgia Ferentini episcopo, Oratio funebris Stephani Borgiae nepotis ad ciues Veliternos, Velitris, ex typographia Caesaris de Sartoriis, 1755.
- Stefano Borgia, De gloriosa reparatoris nostri Jesus Christi ascensione oratio habita 14. kal. junias 1757 in sacello pontificio quirinali a Stephano Borgia ecclesiasticorum nobilium in urbe academico, Romae, ex typographia Joannis Zempel.
- Stefano Borgia, Difesa del dominio temporale della Sede apostolica nelle Due Sicilie in risposta alle scritture pubblicate in contrario, In Roma, 1791.
- Stefano Borgia, Marmorea. monumenta Beatissimo. ac. florentissimo. principi Pio VI Pont. Opt. Max Dedicata Stephanus Borgia a. secretis. sacrae. congr. propagandae. fidei ad. augenda. patriae. decora typis. e vulgari. curavit, Romae, 1775.
- Stefano Borgia, Memorie istoriche della pontificia città di Benevento dal secolo VIII al secolo XVIII divise in tre parti, raccolte ed illustrate da Stefano Borgia Referendario dell'una e l'altra Segnatura, Protonotario apostolico, governatore della medesima, Roma, Dalle stamperie del Salomoni, 1763-1769.
- Stefano Borgia, Monumento di Giovanni XVI Illustrato per Stefano Borgia accademico Cortonese, (In Roma, nella stamparia di Francesco Ansillioni, al vicolo del Liutari, 1750).
- Stefano Borgia, Orazione per la gloriosa esaltazione al sommo pontificato della santità di n. s. Clemente XIII detta in adunanza generale di Arcadia il giorno 21 di agosto 1758 da Stefano Borgia referendario dell'una e l'altra segnatura, In Roma, nella stamperia de' Rossi, presso la Rotonda, 1758.
- Stefano Borgia, Vaticana confessio beati Petri principis apostolorum chronologicis tam veterum quam recentiorum scriptorum testimoniis inlustrata opera et studio Stephani Borgiae, Romae, ex Typographia Sac. Congr. de Propaganda Fide, 1776.
- Stefano Borgia, Disinganno nelle parole ai popoli della Europa tutta, s.l., s.e., 1797.